# Стяг Праці
Стяг Праці (біл. тарашк. Сьцяг Працы, біл. Сцяг Працы) — селище в Гомельському районі, Гомельська область, Білорусь. Входить до складу Улуковської сільської ради. 2004 року в селищі проживало 69 людей.

## Географія

### Розташування
Розташоване за 8 км на схід від Гомеля.

## Гідрографія
На півночі меліоративний канал.

## Населення

### Чисельність
- 2004 — 39 господарств, 69 жителів.

## Відомі особи
- Михайло Жизневський (1988 — 2014) — активіст Євромайдану та журналіст, член Самооборони Майдану, Герой України.